# 今潮8弄

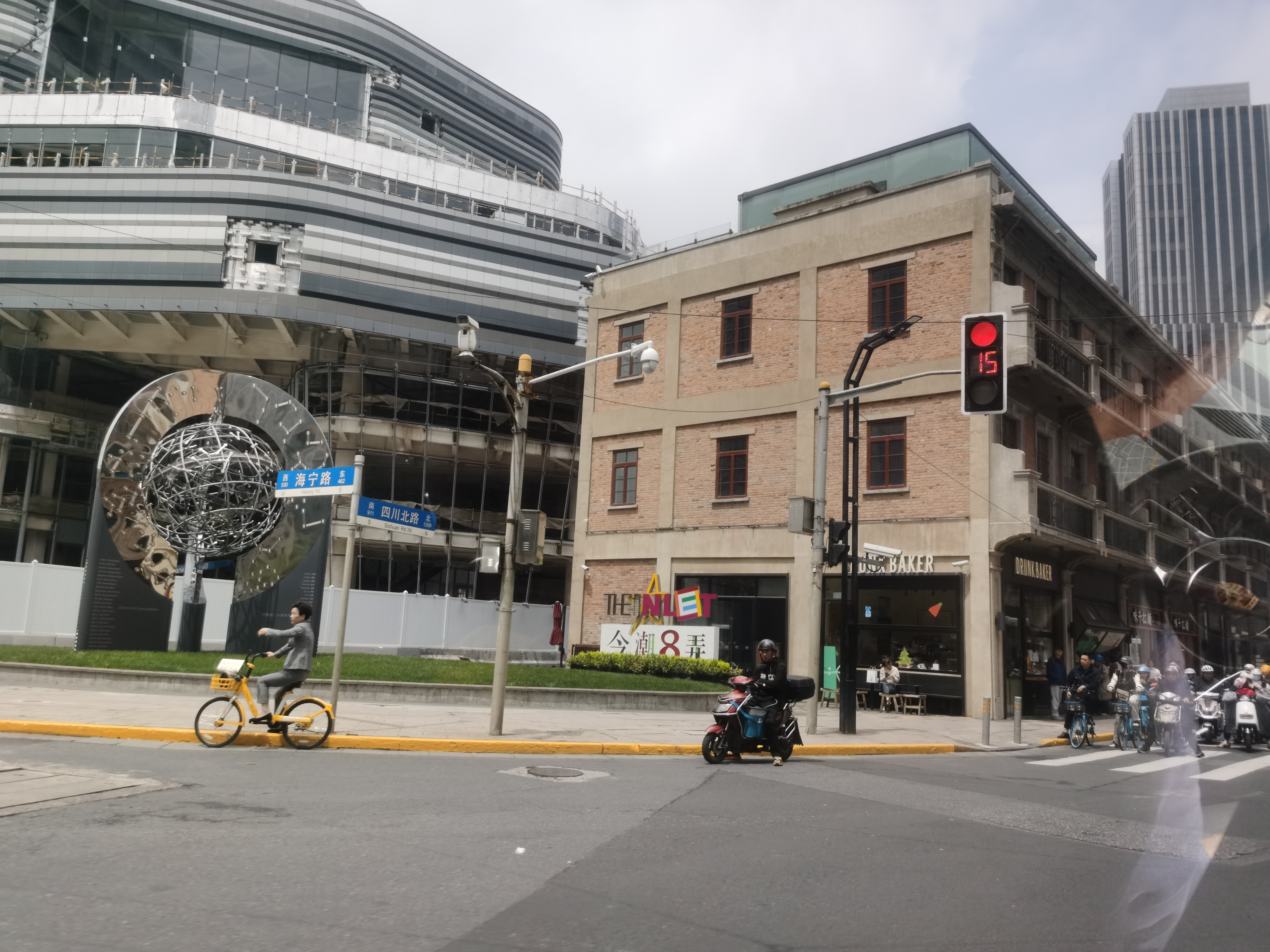
今潮8弄

今潮8弄是中華人民共和國上海市虹口區四川北路武进路路口以及四川北路站附近的一個商业中心，今潮8弄的意思是8条百年弄堂會再立潮头。該商業中心所在地為虹口区18街坊。8条弄堂内有60幢石库门房子和8幢独立建筑，其中包括曾經為公益坊开发商的私人住宅颍川寄庐、曾經聚集廣東人的石库门弄堂社区公益坊、扆虹园等建筑。此外今潮8弄周邊有1925书局、上海美术专科学校舊址（1916年前的初创期校址）以及虹口活动影戏园舊址。

## 歷史
該地歷史上位於公共租界境內。1920年代末至1930年代中期，大量左翼文學青年來到公益坊。當時附近的水沫书店诞生了戴望舒诗集《我底记忆》、施蛰存小说集《上元灯》。2014年，虹口区18街坊完成旧改征收，2018年完成土地出让，由崇邦集团竞得商业开发資格。之後王珮瑜在今潮8弄设立京剧培训基地瑜音社。